# Vester Vov-Vov (film)
Vester Vov-Vov er en dansk stumfilm fra 1927 instrueret af Lau Lauritzen Sr. med Carl Schenstrøm og Harald Madsen i hovedrollerne som Fyrtårnet og Bivognen.
Filmen blev produceret af Palladium.

## Handling
Vor historie foregår ved det brusende Vesterhav, hvor fiskerne kæmper en hård kamp for det daglige brød. Vi begynder i kroen og stifter her bekendtskab med den djærve kromand Jens Willing og hans kone. Blandt gæsterne befinder sig fiskeopkøberen Søren Bak, der længe har haft et godt øje til kromandens datter, den yndige, lyslokkede Birthe. Men Birthe kan slet ikke lide Søren Bak, derimod synes hun bedre om den unge fisker, Tom. Fyrtårnet og Bivognen kommer til egnen og forsøger sig som fiskere. Til et bal på kroen bliver Fy og Bi aftenens balløver, hvilket i høj grad ærgrer Søren Bak. Han overfalder i raseri den unge fisker, som Birthe er forelsket i, men Fy og Bi kommer ham til undsætning.

## Medvirkende
- Carl Schenstrøm, Fyrtaarnet
- Harald Madsen, Bivognen
- Jørgen Lund, Willing, krovært
- Kate Fabian, Fru Willing
- Karin Nellemose, Birthe, Willings datter
- Petrine Sonne, Gamle Maren
- Erling Schroeder, Tom, gamle Marens søn
- Karl Jørgensen, Fiskeopkøber
- Viggo Wiehe, Toms bedstefar
- Emma Wiehe, Toms bedstemor
- Christian Schrøder, Hellig Søren
- Emmy Schønfeld
- Kai Holm

## Eksterne links
- Vester Vov-Vov på Internet Movie Database (engelsk)
- Vester Vov-Vov på Filmdatabasen
- Vester Vov-Vov på danskefilm.dk
- Vester Vov-Vov på danskfilmogtv.dk
- Vester Vov-Vov på The Movie Database (engelsk)